# Schule für Gestaltung Basel
Die Schule für Gestaltung Basel (SfG Basel) ist ein Kompetenzzentrum für die Berufsausbildung gestalterischer und künstlerischer Berufe. Sie bietet Vor-, Grund- und Weiterbildung in Vollzeit- oder berufsbegleitenden Lehrgängen für gestalterische Tätigkeiten am Arbeitsmarkt.
Unter Nutzung neuer technischer Möglichkeiten und der Bezugnahme auf moderne Gestaltungstrends, hat die Ausbildung an der SfG gleichermassen die Förderung von intellektuellen und handwerklichen Fähigkeiten zum Ziel. Zum Grundkonzept der Schule – an der Lehrkräfte aus den Bereichen Gestaltung, Kunst und Wissenschaft unterrichten – gehört daher die Verbindung von Theorie mit anwendungsorientiertem Wissen und der Berufspraxis.

## Geschichte

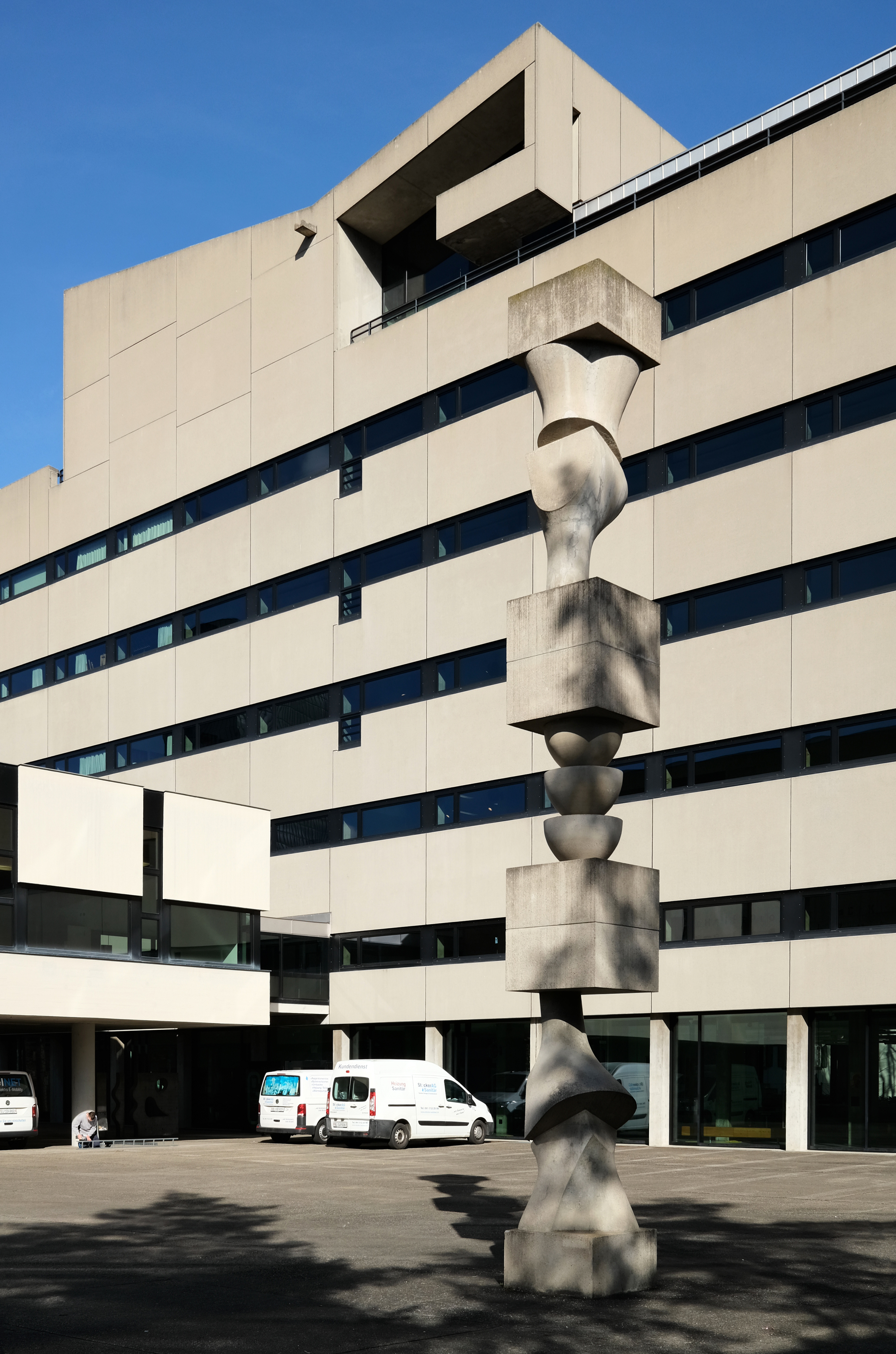
Bausteinsäule von Hans Arp, auf dem Pausenhof der Schule für Gestaltung Basel

Die 1796 gegründete Zeichen- und Modellierschule für junge Handwerker wurde 1887 in die vom Kanton gegründete Allgemeine Gewerbeschule als kunstgewerbliche Abteilung aufgenommen, in der immer mehr gestalterisch-künstlerische Ausbildungsgefässe geführt wurden. Ihr angeschlossen war das Gewerbemuseum, das 1961 die Eigenständigkeit erlangte. In den 1960er- und 1970er-Jahren wurde die Entwicklung der Kunstgewerbeschule, wie man sie damals nannte, von mehreren einflussreichen Lehrkräften geprägt: Emil Ruder, Typograf und Direktor gründete die Fachklasse für Buchdruck, Armin Hofmann, Leiter der Fachklasse für Grafik, gründete die Weiterbildungsklasse für Grafik und Wolfgang Weingart baute den Fachbereich Typografie aus. Ab 1980 organisiert René Pulfer Film- und Videoprogramme an der Schule für Gestaltung Basel, wo er 1985 die Weiterbildungsklasse Audiovisuelle Gestaltung mitgründete und leitete, die ab 1986 von Pipilotti Rist besucht wurde.
1980 erhielt die kunstgewerbliche Abteilung der Allgemeinen Gewerbeschule den heutigen Namen Schule für Gestaltung. 2003 wurde die Schule für Gestaltung aus der Allgemeinen Gewerbeschule herausgelöst und wird zu einer selbständigen Dienststelle mit eigener Verwaltung.
1999 wurde die Fachhochschule (Hochschule für Gestaltung und Kunst) gegründet, in die einige der oben genannten Bildungsgänge integriert und entsprechend den europäischen Anforderungen restrukturiert wurden.
Die Schule für Gestaltung behielt die Vorkurse, die Angebote der Grundbildung und der Weiterbildungen und ist heute eine Berufsfachschule auf Sekundarstufe II. Inzwischen ist sie eigenständig und weiterhin in den 1961 von Hermann Baur erbauten Gebäuden an der Vogelsangstrasse untergebracht. 
Die Schule für Gestaltung übernahm 1996 die öffentliche Bibliothek für Gestaltung sowie die Plakatsammlung des aufgelösten Gewerbemuseums. Seit 2018 befinden sich diese beiden Institutionen sowie ein Ausstellungsraum der Schule am Freilager-Platz auf dem Dreispitz-Areal.

## Bildungsangebote

### Gestalterischer Vorkurs/Propädeutikum
Vollzeit und Teilzeit. Grundlage für gestalterische Berufslehren und Vorbereitung auf ein Fachhochschulstudium. Der Vorkurs Plus, ist ein erweiterndes Bildungsangebot nach dem Vorkurs/Propädeutikum Vollzeit oder Teilzeit.

### Fachklasse für Grafik
Vollzeit. Berufliche Grundbildung mit integrierter Berufsmaturität.

### Fachunterricht für gestalterische Berufslehren EFZ
Dual. Goldschmied/-in, Grafiker/-in, Polydesigner3D, Polygraf/-in, Interactive Media Designer.

### Höhere Weiterbildung / Höhere Fachschule HF
Vollzeit. HF Textildesign. Professionelle Vertiefung mit Schwerpunkt Gestaltung, Gewebe, Druck.
Berufsbegleitend. HF Interaction Design. Gestaltung von digitalen Produkten an der Schnittstelle zwischen Mensch und Technik
Berufsbegleitend. HF Visuelle Gestaltung. Der Schwerpunkt liegt auf der Konzeption und den gestalterischen Prozessen bis zur Präsentation von Print- und digitalen Medien
Berufsbegleitend. HF Kommunikationsdesign im Raum. Inszenieren von Produkten, Marken und Dienstleistungen im Raum.

### Weiterbildung Gestaltung und Kunst
Öffentliche Kurse tagsüber und abends.